# Igreja Presbiteriana na Coreia (HapDongGaeHyuk)
A Igreja Presbiteriana na Coreia (HapDongGaeHyuk) - em coreano 대한예수교장로회(합동개혁) - foi uma denominação presbiteriana reformada na Coreia do Sul. 
Foi constituída em 1984, por igrejas que se separaram da Igreja Presbiteriana na Coreia (HapDong).
Em 2023, a denominação foi absorvida pela Igreja Presbiteriana na Coreia (GaeHyuk I)

## História
Em 1984, discussões relacionadas a administração de seminários e prática litúrgicas geraram uma divisão na Igreja Presbiteriana na Coreia (HapDong). 
Consequentemente, 3 grupos não tradicionais se separaram da denominação e fundaram novas denominações. Um dos grupos deu origem à Igreja Presbiteriana na Coreia (HapDongGaeHyuk). 
A nova denominação cresceu constantemente nos anos seguintes. Em 2004 já era formada por 1.200 igrejas e 84.000 membros.
Em 2023, a denominação decidiu por se unir com a Igreja Presbiteriana na Coreia (GaeHyuk I).
Em 2024, uma minoria dos membros se opôs á fusão e fundou uma nova denominação, com o mesmo nome que a denominação incorporada.

## Doutrina
A denominação subscrevia a Confissão de Fé de Westminster, o Credo dos Apóstolos e apoiava a ordenação de mulheres. Além disso, se opunha a adesão ao Conselho Mundial de Igrejas.

## Relações intereclesiáticas
A denominação foi membro do Concílio de Igrejas Presbiterianas na Coreia e da Federação de Igrejas da Coreia